# Philipp Collin
Philipp Collin (ur. 28 października 1990 w Neubrandenburgii) – niemiecki siatkarz, grający na pozycji środkowego, reprezentant Niemiec. Od sezonu 2017/2018 występuje w drużynie VfB Friedrichshafen. W 2014 roku został zawieszony za naruszenie przepisów antydopingowych na okres jednego roku przez Komitet Antydopingowy Niemieckiej Federacji Piłki Siatkowej (DVV). W sezonie 2014/2015 z tego powodu nie mógł grać.

## Sukcesy klubowe
Puchar Francji:
- 2014[2]

Mistrzostwo Francji:
- 2014[3]

Superpuchar Francji:
- 2015

Puchar CEV:
- 2017

Superpuchar Niemiec:
- 2017, 2018

Puchar Niemiec:
- 2018, 2019

Mistrzostwo Niemiec:
- 2018, 2019